# Alexis Peyrotte
Alexis Peyrotte, né à Mazan (Vaucluse) en 1699 et mort à Paris en 1769, est un peintre ornemaniste français, célèbre notamment pour ses singeries et chinoiseries, ainsi que ses fleurs et autres arabesques.

## Biographie
Alexis Peyrotte est le fils d'un sculpteur. Au début de sa carrière, il peint dans la région de Carpentras pour les paroisses et les congrégations.
Il aurait participé, avec Joseph Siffrein Duplessis ou le père de celui-ci, à la réalisation des décors de la pharmacie de l'Hôtel-Dieu de Carpentras.
En 1736, il part pour Paris. Il décore notamment les appartements du roi et de la reine à Versailles (théâtre des petits cabinets) (1738 et 1747), puis les lambris peints des appartements de la marquise de Pompadour) au château de Choisy, le théâtre du château  de Bellevue à Meudon. Il décore le mobilier de la galerie du château de Crécy. Il collabore avec Carle Van Loo au château de Marly. Il collabore enfin avec la manufacture royale des Gobelins.
Il travaille en 1753 au château de Fontainebleau à la décoration du grand cabinet ou cabinet du conseil en 1737, achevée en 1753, en réalisant des lambris peint : François Boucher réalisa les allégories et Alexis Peyrotte les encadrements de fleurs. La pièce est décorée dans le style Louis XV : le plafond à caissons compte cinq tableaux, les quatre premiers aux angles représentent chacun un groupe d'enfant symbolisant une saison, le cinquième au centre Phébus vainqueur de la Nuit, tous peints par François Boucher entre 1751 et 1753. Les lambris des murs et les portes sont ornés de figures allégoriques peintes alternativement en camaïeu bleu et rose, par Carle Van Loo et Jean-Baptiste Marie Pierre réalisées entre 1751 et 1753. Le reste du décor se compose d'éléments floraux et de trophées des sciences et des arts réalisés par Alexis Peyrotte.

## Œuvres dans les collections publiques
Canada

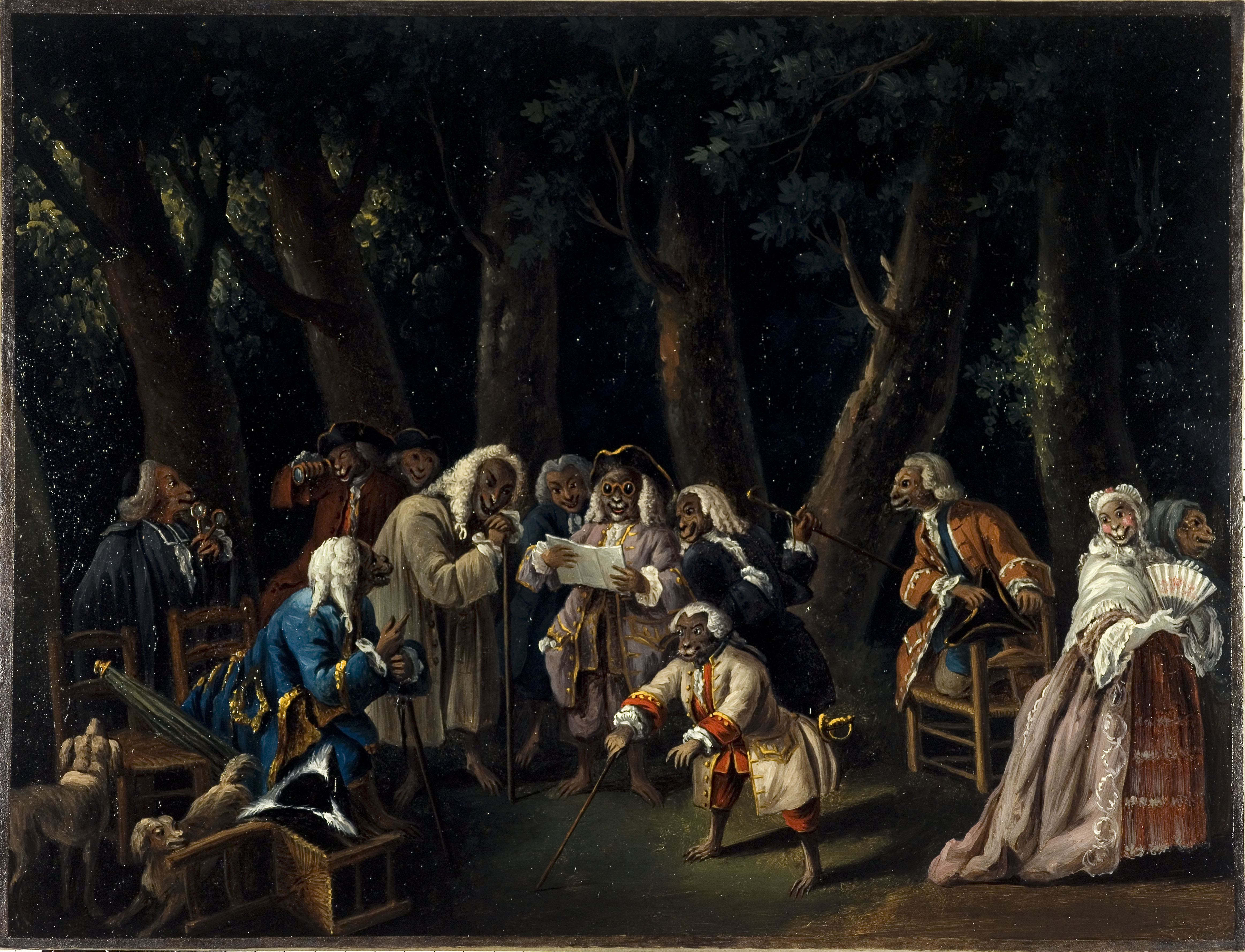
Le Conseil des singes, ou Les politiques au jardin des Tuileries, musée Carnavalet

- Montréal, Musée des Beaux-Arts de Montréal : Le singe prédicateur[7]

États-Unis
- Frick Collection: 8 compositions d'allégories enfantines:  la Poésie et la Musique -  L'Astronomie et l'Hydraulique - La Comédie et la Tragédie - l'Architecture et la Chimie - La Pèche et la Chasse - l'Aviculture et l'Agriculture -  La Peinture et la Sculpture-  Le Chant et la Danse. Alastair Laing a démontré au cours de l'exposition  Madame de Pompadour et les Arts qu'elles ne peuvent être de la main de Boucher ou de son atelier, mais sont des copies d'après ses œuvres[8]

France
- Carpentras :
  - Hôtel-Dieu de Carpentras : décor de la pharmacie[9].
  - musée Comtadin-Duplessis : Les Nouvellistes ou Les Politiques.
- Sceaux, musée du Domaine départemental de Sceaux :
  - cartons peints en collaboration avec François Boucher pour la marquise de Pompadour, 1751[10] : 
    - Le Petit joueur de cornemuse et La Petite beurrière ;
    - Jeune garçon abreuvant son chien et La Petite bouvière ;
    - Garçon à la marionnette et La Fileuse ;
    - L'Amusement de la Bergère et La Jardinière.
- Paris 
  - Beaux-Arts de Paris : 
    - Musicienne chinoise, plume et encre brune, lavis brun, sur esquisse à la pierre noire, H. 0,235 ; L. 0,170 m[11]. Ce dessin traduit la fascination qu'exerça l'Extrême-Orient sur les artistes français comme Antoine Watteau ou François Boucher. Peyrotte, qui possédait des porcelaines de Saxe et du Japon, connaissait également les compositions de ses contemporains, comme Boucher, qui puisa ses sources d'inspiration dans les objets chinois[12].
    - Jardinières chinoise, plume et encre brune, lavis brun, sur esquisse à la pierre noire, H. 0,147 ; L. 0,225 m[13]. Ce dessin qui est sans doute préparatoire pour un panneau de lambris peint représente un personnage de fantaisie[14].

  - musée Carnavalet : Le Conseil des singes, ou Les politiques au jardin des Tuileries[15]